# Lempdes-sur-Allagnon
Lempdes-sur-Allagnon település Franciaországban, Haute-Loire megyében. Lakosainak száma 1305 fő (2022. január 1.). Lempdes-sur-Allagnon Bournoncle-Saint-Pierre, Chambezon, Léotoing, Sainte-Florine, Saint-Géron, Vergongheon és Moriat községekkel határos.

## Népesség
A település népességének változása:
| Lakosok száma | 1583 | 1510 | 1403 | 1318 | 1326 | 1329 | 1342 | 1325 | 1317 | 1305 |
|               | 1968 | 1982 | 1990 | 2006 | 2013 | 2015 | 2017 | 2019 | 2020 | 2022 |